# Serrat de la Tualdeta
El Serrat de la Tualdeta és un serrat situat en el municipi de Sant Esteve de la Sarga (Pallars Jussà).
És un dels contraforts nord del Montsec d'Ares: baixa del Montsec cap al nord-nord-oest, fent un lleuger arc, aproximadament a l'alçada del poble d'Alsamora.